# Hans Wildberger
Hans Wildberger (* 2. Januar 1910 in Neunkirch im Kanton Schaffhausen; † 25. Juni 1986 in Zürich) war ein Schweizer Geistlicher, Hochschullehrer und Autor.

## Leben

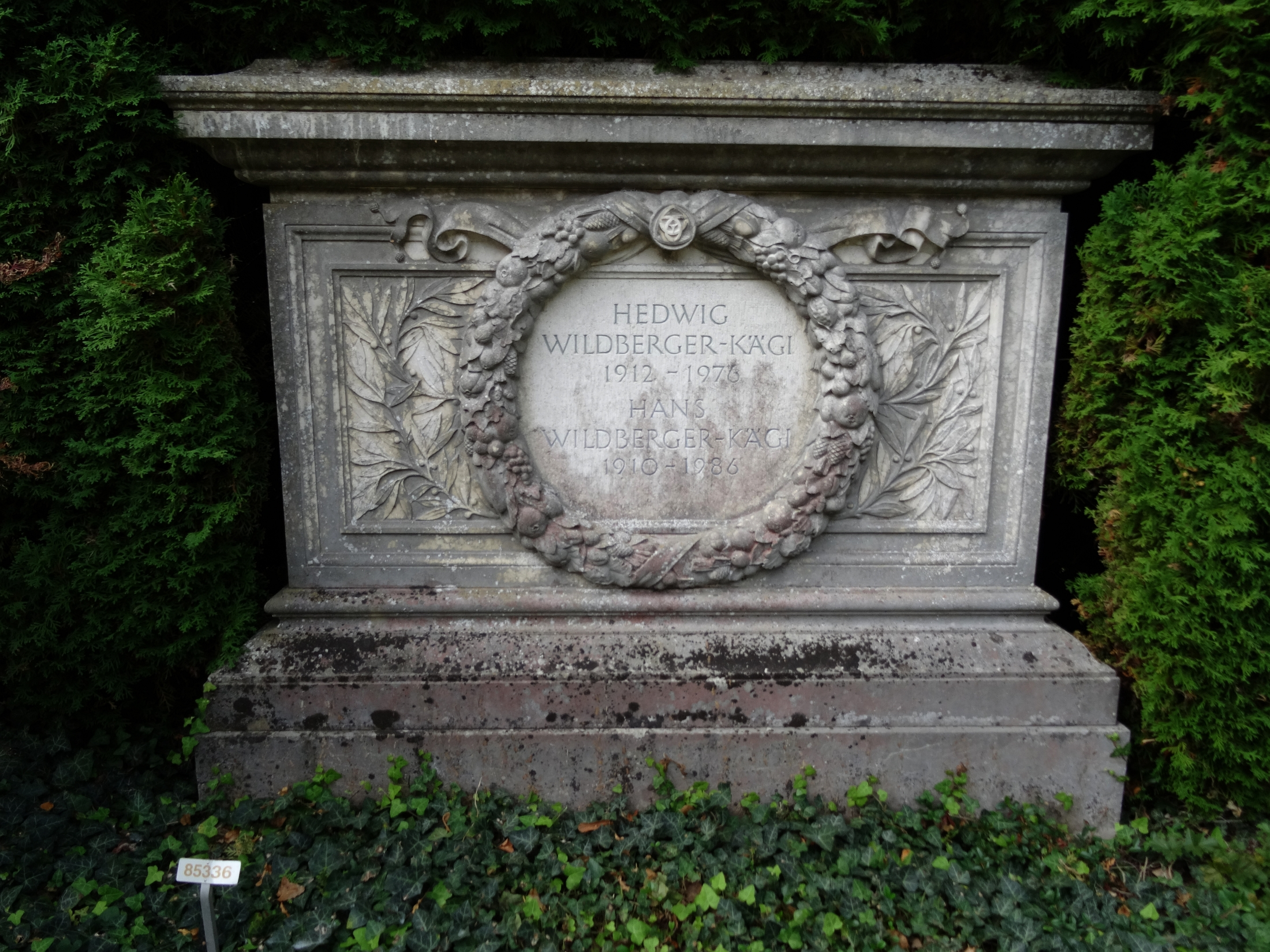
Grab, Friedhof Rehalp, Zürich

### Familie
Hans Wildberger war der Sohn des Landwirts Johann Georg Wildberger (1880–1953) und dessen Ehefrau Elise (geb. Wildberger) (1887–1985); er hatte noch einen Bruder sowie eine Schwester.
Er heiratete am 25. Januar 1934 in Wilchingen Hedwig (geb. Kägi) (* 1912; † 13. Juni 1976), gemeinsam hatten sie zwei Töchter und einen Sohn; seine Tochter Marianne Jehle-Wildberger heiratete den Theologen Frank Jehle. Hans Wildberger fand seine letzte Ruhestätte auf dem Friedhof Rehalp in Zürich.

### Ausbildung
Unter dem Einfluss des promovierten Islamwissenschaftlers und Gemeindepfarrer Jakob Hallauer (1897–1943), der ihm privat Latein- und Griechischunterricht erteilte, fasste er früh den Entschluss, Pfarrer zu werden.
Im Frühling 1925 besuchte er das Humanistische Gymnasium (heute: Gymnasium am Münsterplatz) in Basel und wohnte währenddessen bei dem Arzt Georg Mattmüller (1893–1951), der der religiös-sozialen Bewegung um Leonhard Ragaz angehörte. Am Gymnasium erhielt er unter anderem Unterricht bei Bernhard Duhm, der Hebräisch lehrte und von dem ein bedeutender Jesajakommentar stammte. Nach Abschluss des Gymnasiums immatrikulierte er sich zu einem Theologiestudium an der Universität Zürich und hörte unter anderem Vorlesungen bei Jakob Hausheer. Er setzte das Studium an der Universität Marburg und der Universität Bonn fort; während des Studiums wurde er besonders durch Ludwig Köhler, Emil Brunner, Rudolf Bultmann und Karl Barth geprägt.

### Werdegang
Nach Beendigung des Studiums wurde er Vikar in Osterfingen und war darauf von November 1933 bis Februar 1939 Gemeindepfarrer in Wilchingen, anschliessend war er bis Ende September 1951 in der reformierten Diasporagemeinde Luzern; in dieser Zeit betreute er auch zusätzlich die Aussengemeinde Malters bis Ende September 1948.
Im Herbst 1951 wurde er Professor für Altes Testament, Biblische Archäologie und Allgemeine Religionsgeschichte an der Universität Zürich; seine Antrittsvorlesung galt der damals neu entdeckten Jesajarolle von Qumran. In seiner Lehrtätigkeit kam ihm hier zugute, dass er neben dem Arabischen sowie dem Hebräischen, Aramäischen, Syrischen und Akkadischen, auch das Hethitische und die altiranischen Sprachen sowie Sanskrit und Pali kannte. Regelmässig hielt er auch Lehrveranstaltungen über den Islam, Zarathustra und die Religion der Perser, Hinduismus und Buddhismus.
Er nahm während seiner Professor auch Nebenfunktionen wahr; so war er von 1959 bis 1979 Mitglied der Konkordatsprüfungsbehörde, davon 18 Jahre als Präsident.
Im Frühling 1975 wurde er emeritiert. Sein Nachfolger auf dem Lehrstuhl wurde sein ehemaliger Assistent Hans Heinrich Schmid.
Der umfangreiche Nachlass Hans Wildbergers befindet sich in der Zürcher Zentralbibliothek.

### Geistliches und wissenschaftliches Wirken
Hans Wildberger beschrieb in seiner Antrittspredigt in Wilchingen am 12. November 1933 die Aufgabe des Predigers als einen Wegweiserdienst. Das Evangelium sei keine Sache für Leute, die es bequem haben wollten; es könnte für gemütliche Leute auch einmal höchst ungemütlich werden. Er machte Hausbesuche, hielt Vorträge und erteilte Religionsunterricht an verschiedenen Schulen. Im Schweizer Radio sprach er als Radioprediger.
Er knüpfte auch Kontakte mit Vertretern der römisch-katholischen Kirche, unter anderem mit dem katholischen Pionier der ökumenischen Bewegung Otto Karrer und noch intensiver mit dem Alttestamentler Herbert Haag, mit dem er auch befreundet war.
In Luzern setzte er seine Arbeiten an der in Wilchingen begonnenen Dissertation Jahwewort und prophetische Rede bei Jeremia fort, die 1942 erschien. Er galt auch als Jeremia-Experte und wurde daher beauftragt, für die dritte Auflage der Enzyklopädie Die Religion in Geschichte und Gegenwart (RGG) zwei grosse Artikel zu schreiben: Jeremia und Jeremiabuch.
Mitte der 1950er-Jahre begann er mit seinen Arbeiten am umfangreichen Jesaja – Biblischer Kommentar, von denen 1965 der erste Band und 1982 der dritte und letzte Band veröffentlicht wurde; die Schrift erschien von 1991 bis 2002 auch auf Englisch. Sein Kommentar zeichnete sich nicht nur dadurch aus, dass er die Auslegungsgeschichte minutiös aufgearbeitet hatte, auch nicht nur durch die sorgfältige Textanalyse, sondern ebenso sehr durch die Beobachtung des Theologischen. Zusammenfassend formulierte er im letzten Teilband, Jesaja sei weder Lehrer der Weisheit noch einfach Übermittler althergebrachter religiöser Glaubensinhalte gewesen; er war Prophet.
Nach einem längeren Studienaufenthalt im Vorderen Orient zusammen mit Martin Noth, mit dem er eng verbunden war, wurde es sein Markenzeichen, biblische Studienreisen durch Israel, Jordanien, Ägypten, Syrien und die Türkei, in späteren Jahren auch durch den Iran, Indien und Nepal zu leiten. In diesem Zusammenhang erschien 1961 sein Buch Biblische Welt, das auf Deutsch, Französisch und Italienisch über einhunderttausendmal aufgelegt wurde.
Anlässlich seines 70. Geburtstags erschien 1980 das Band Jahwe und sein Volk mit gesammelten Aufsätzen.

## Mitgliedschaften
- Hans Wildberger war von 1958 bis 1960 Präsident des Schweizerischen Protestantischen Volksbunds.

## Schriften und Veröffentlichungen (Auswahl)
- Jahwewort und prophetische Rede bei Jeremia. Zürich 1942.
- Auf dem Wege zu einer biblischen Theologie. Erwägungen zur Hermeneutik des Alten Testamentes. Evangelische Theologie 19 (1959), S. 70–90.
- Jahwes Eigentumsvolk. Eine Studie zur Traditionsgeschichte und Theologie des Erwählungsgedankens. Zürich/Stuttgart 1960.
- Biblische Welt. Zürich 1961.
- Jesaja.
  - 1. Teilband: Jesaja 1–12. Neukirchen-Vluyn 1972.
  - 2. Teilband: Jesaja 13–27. Neukirchen-Vluyn 1978.
  - 3. Teilband: Jesaja 28–39. Neukir-chen-Vluyn 1982.
- Jahwe und sein Volk. Gesammelte Aufsätze zum Alten Testament. München 1979.
- Königsherrschaft Gottes. Jesaja 1–39. Neukirchen 1984 (japanische Übersetzung von Ooshima Chikara / Kanai Yoshihiko, Tokio 1998).
  - Teil 1: Das Buch. Der Prophet und seine Botschaft.
  - Teil 2: Die Nachfahren des Propheten und ihre Verkündigung.

- Hans Wildberger: Köhler, Ludwig. In: Neue Deutsche Biographie (NDB). Band 12, Duncker & Humblot, Berlin 1980, ISBN 3-428-00193-1, S. 308 f. (Digitalisat).